# The Asterisk War
Gakusen Toshi Asterisk (яп. 学戦都市アスタリスク Гакусэн Тоси Асутарисуку) — серия ранобэ, автором которой является Ю Миядзаки, а иллюстратором — Окиура. Всего издательством Media Factory было выпущено 14 томов. По мотивам ранобэ также была выпущена манга, начавшая свой выпуск в журнале Monthly Comic Alive с января 2013 года. .

## Сюжет
Действие происходит в будущем, после так называемой Инверсии, глобальной катастрофы. Человечество уменьшилось и появились новые государства, объединившиеся в так называемую Объединённую Империю. Последствия катастрофы пробудили в людях новые сверхчеловеческие силы, таких людей прозвали инверсионным поколением, для которых была создана боевая академия «Астериск» Там же находятся самые огромные в мире арены для проведения разных сражений, где ученики могут овладеть своими способностями. Сюда же попадает главный герой по имени Аято по приглашению президента студсовета Клаудии, где почти сразу навлекает на себя гнев Юлис-Алексии фон Риссфелт — девушки, бросившей ему вызов на дуэль.

## Список персонажей

### Сейдоканская академия
Аято Амагири (яп. 天霧 綾斗 Амагири Аято) - Главный герой истории, его цель — найти свой смысл в жизни и узнать правду про свою старшую сестру, хотя позже признается, что в придачу он борется за внимание Юлис. У него фиолетовые волосы и глаза, носит традиционную мужскую форму академии Сэйдокан. Аято — неприметный и добродушный парень, часто в конечном итоге попадает в неудобные ситуации. Он стеснительный, но вежливый и немного наивный. Тем не менее, Аято старается делать добрые вещи, сильный боец и хорошо обучен. Его выразительная черта характера — умение контролировать себя даже в опасных и критических ситуациях. Семья Аято работает в додзе, и обучается древней технике меча. Он рос вместе с отцом, сестрой и Сасамией Саей, подругой детства.
Сэйю: Тамару Ацуси
Юлис-Алексия фон Риссфелт (яп. ユリス＝アレクシア・フォン・リースフェルト Юрусу-Арэкусиа Фон Риːдзуфэруто) - Главная героиня, цундере. Её основная цель в академии — получение денег для детского дома в Лизелтании. Имеет тёмно-розовые волосы и голубые глаза. Юлис — принцесса, что постоянно подчёркивается на протяжении сериала. Элегантная, гордая и красивая молодая девушка, также склонна к вспыльчивости, упрямая и ведёт себя холодно по отношению к незнакомцам. Сначала смотрит на Аято и его друзей с презрением, но в конце концов проникается к ним тёплым отношением и называет по имени. Не любит полагаться на других. Боец 5 уровня в академии, известная как «Огненная ведьма», обладает типом атаки рапира-люкс. Позже объединяется с Аято для участия в турнире
Сэйю: Аи Какума
Клаудия Энфилд (яп. クローディア・エンフィールド Куродия Энфирудо) - Президент студенческого совета академии Сэйдокан. Имеет длинные волнистые светлые волосы с хохолком на макушке и фиолетовые глаза. Клаудия — изысканная, приветливая и умная девушка. Как президент студсовета, она курирует большинство школьных дел сама и всегда хорошо проинформирована о событиях, происходящих в академии. Рядом с Аято, при людях Клаудия ведёт себя застенчиво, на деле же она время от времени показывает свою хитрую сущность, издеваясь над Амагири. С ним же наедине она показывает свою мягкую и ранимую природу, часто флиртуя и заигрывая с парнем. Клаудия учится в Сэйдокане с первого года. Она стала президентом в средней школе и была на этой должности три срока. Посещала Лизелтанию несколько раз. Её мать — уважаемый член интегрированного Фонда предпринимательства.
Сэйю: Тояма Нао
Сая Сасамия (яп. 沙々宮 紗夜 Сая Сасамия) - Подруга Аято, ученица академии Сэйдокан. Кудэрэ. Основная цель — сделать оружие своего отца популярным в кругу учеников академии. Девушка низкого роста, имеет светло-голубые волосы до плеч, с чёлкой. Сая со стороны кажется сонливой девушкой, не обращающей внимания на окружающих её людей, но на деле, в нужных ситуациях она показывает свой резкий характер и развитую логику. Подруга детства Аято, потеряла возможность с ним общаться, когда семья переехала в Мюнхен, Германию. Отец Саи — инженер-исследователь, проектирует пистолет класса люкс.
Сэйю:Идзава Сиори
Кирин Тодо (яп. 刀藤 綺凛 Тоːдоː Кирин) - Со стороны кажется тихой и неприметной девушкой, но на деле является очень сильной. Уже в 13 лет достигла самого высокого уровня и никому не проигрывала до встречи с Аято. Также находилась под сильным влиянием дяди, который диктовал девушке, что она должна делать, но дружба с Аято позволила Кирин добиться большей независимости. При себе носит катану, её главная цель — восстановление чести отца и освобождение его из тюрьмы.
Сэйю:Ари Одзава
Сильвия Рюнехейм (яп.  シルヴィア・リューネハイム Сирувиа Рюнэхаиму) - Президент студенческого совета академии Куин Вейл, «королева». С помощью наушников может изменять цвет волос. Также всемирно известная айдору. С помощью своего голоса может контролировать окружение, однако ей недоступны способности к исцелению. Любит дразнить Аято, но после того, как была спасена им, влюбилась в парня.
Сэйю: Харука Тисуга
Лестер МасФеил (яп. レスター・マクフェイル Рёситаː Макуфэиру) - Студент академии Сэйдокан, по рангу девятый. Порядочный человек, иногда помогает Юлис и Аято.
Сэйю: Таканори Хосино
Эйсиро Ябуки (яп. 夜吹 英士郎 Ябуки Эйсироː) - Сосед Аято. Член газетного клуба в Академии. Одновременно тайно работает на государственную теневую полицию, следящую за порядком и предотвращением проявлений сепаратизма и преступности.
Сэйю: Юма Утида

## Медиа

### Ранобэ
Сценарий к ранобэ был написан Ю Миядзаки, а иллюстратором выступил Окиура. Роман публиковался издательством Media Factory. Первый том был выпущен в 2012 году. Компанией Yen Press роман был лицензирован для распространения на территории США.

### Манга
По мотивам романа мангакой под псевдонимом «Нингэн» была создана манга, собранная в три тома, манга также лицензирована американской компанией Yen Press. Также в 2015 году был выпущен спин-офф манги под названием Gakusen Toshi Asterisk Gaiden: Queenveil no Tsubasa.

### Аниме
Также по мотивам романа студией A-1 Pictures был выпущен аниме-сериал, транслировавшийся с 3 октября 2015 года. Аниме также было лицензировано американской компанией Aniplex of America для показа на территории США. Также сериал распространялся на потоковом сервисе Crunchyroll на территории США и во всём мире..

#### Список серий
| Список серий | Список серий                                                     | Список серий         |
| № серии      | Название                                                         | Трансляция в Японии  |
| ------------ | ---------------------------------------------------------------- | -------------------- |
| 1            | Witch of the Resplendent Flames «Каэн но Мадзё» (華焔の魔女)     | 3 октября 2015 года  |
| 2            | Ser Veresta «Сэру=Бэрэсута» (セル=ベレスタ)                      | 10 октября 2015 года |
| 3            | A Holiday for Two «Футари но Куюдзицу» (二人の休日)              | 17 октября 2015 года |
| 4            | Unshackled «Токиханата Рэси Моно» (解き放たれし者)               | 24 октября 2015 года |
| 5            | Lightning Blade Speed «Сиппуːдзинрай» (疾風刃雷)                 | 31 октября 2015 года |
| 6            | The True Face of the Girl «Сугао но Сёдзё» (素顔の少女)          | 7 ноября 2015 года   |
| 7            | Decisions and Duels «Кэцуи ти Тэттоː» (決意と決闘)               | 14 ноября 2015 года  |
| 8            | A Holiday for Two, Part 2 «Футари но Куюдзицу ②» (二人の休日②)   | 21 ноября 2015 года  |
| 9            | The Phoenix Festa «Хоːоː Хоси Такэси-саи» (鳳凰星武祭)           | 28 ноября 2015 года  |
| 10           | The Tyrant Vampire Princess «Ванпаиа но Боːрёку Химэ» (吸血暴姫) | 5 декабря 2015 года  |
| 11           | Power and Its Price «Тикара то Даисё» (力と代償)                 | 12 декабря 2015 года |
| 12           | The Gravi-Sheath «Гурависиːдзу» (グラヴィシーズ)                 | 19 декабря 2015 года |
| 13           | Divine Revelations «Банyū Тэнра» (有天羅万)                      | 2 апреля 2016 года   |
| 14           | Corrupt Ruler «Акурацу но Ō» (悪辣の王)                          | 9 апреля 2016 года   |
| 15           | Breaking the Memory Barrier «Цуйоку Тоха» (追憶闘破)             | 16 апреля 2016 года  |
| 16           | Never Back Down «Юдзурэну Омой» (譲れぬ想い)                     | 23 апреля 2016 года  |
| 17           | The Tyrant's Puppet Strings «Акурацу но Кури-ито» (悪辣の繰り糸) | 30 апреля 2016 года  |
| 18           | Scrambling «Хонсо» (奔走)                                        | 7 мая 2016 года      |
| 19           | Battle Song «Сэнрицу» (戦律)                                     | 14 мая 2016 года     |
| 20           | The Phoenix Showdown «Фэникусу Кэссэн» (覇凰決戦)                | 21 мая 2016 года     |
| 21           | Clinching Victory «Кэттяку» (決着)                               | 28 мая 2016 года     |
| 22           | Liseltania «Ридзэрутаниа» (リーゼルタニア)                       | 4 июня 2016 года     |
| 23           | The Lonely Strega «Кодоку но Мадзё» (孤毒の魔女)                 | 11 июня 2016 года    |
| 24           | Reunion «Сайкай» (再会)                                          | 18 июня 2016 года    |

### Видеоигра
Компания Bandai Namco Games объявила 28 января 2016 года о предстоящем выпуске одноименной игры под названием The Asterisk War: Houka Kenran. Игра выйдет для игровой приставки PlayStation Vita.

## Восприятие и критика
Сериал получил отрицательные отзывы. Терон Мартин, критик сайта Anime News Network назвал сюжет аниме посредственным, а сюжет про боевую школу, учеников с суперсилой, с элементами гарема и фансервиса слишком штампованным. Сюжет довольно предсказуем. Несмотря на это в сюжете встречаются некоторые интересные моменты. Критик дал аниме оценку C+. В сезонном обзоре сериалов, критики дали аниме оценку 2,5, назвав в общем весь аниме-сериал местами интересным, но в общем и целом посредственным и стереотипным.